# Insulocreagris regina
Espèce
Insulocreagris regina est une espèce de pseudoscorpions de la famille des Neobisiidae.

## Distribution
Cette espèce est endémique de Croatie. Elle se rencontre à Oključna dans la grotte Kraljičina špilja.

## Publication originale
- Ćurčić, 1987 : Insulocreagris, a new genus of pseudoscorpions from the Balkan Peninsula (Pseudoscorpiones, Neobisiidae). Revue Arachnologique, vol. 7, no 2, p. 47-57.